# Буртя
Буртя — река в России, левый приток Урала. Находится в 75 км к востоку от Оренбурга, в Беляевском районе Оренбургской области. Длина водотока — 95 км. Водосборная площадь — 1660 км².

## Притоки (км от устья)
- 41 км: река Кызылоба (лв)
- 44 км: река Воротовский (пр)
- 46 км: река Сейтынбет (лв)
- 51 км: река Ащибутак (лв)

## Название
Возможно, гидроним восходит к названию рода казахов - бурте. Есть и другие версии по поводу этимологии.

## Данные водного реестра
По данным государственного водного реестра России относится к Уральскому бассейновому округу, водохозяйственный участок реки — Урал от города Орск до впадения реки Сакмара. Речной бассейн реки — Урал (российская часть бассейна).
Код объекта в государственном водном реестре — 12010000812112200004676.